# Kings Among Scotland
Kings Among Scotland – koncertowy album amerykańskiej grupy thrash metalowej Anthrax.

## Lista utworów[9]
CD 1
1. A.I.R.
2. Madhouse
3. Evil Twin
4. Medusa
5. Blood Eagle Wings
6. Fight ‘Em ‘Til You Can’t
7. Be All, End All
8. Breathing Lightning

CD 2
1. Among The Living
2. Caught In A Mosh
3. One World
4. I Am The Law
5. A Skeleton In The Closet
6. N.F.L.
7. A.D.I. / Horror Of It All
8. Indians
9. Imitation Of Life
10. Antisocial

## Twórcy albumu[9]
- Joey Belladonna – wokal
- Scott Ian – gitara rytmiczna, wokal wspierający
- Jonathan Donais – gitara elektryczna
- Frank Bello – gitara basowa, wokal wspierający
- Charlie Benante – perkusja
- Jay Ruston – miksowanie
- Paul Logus – mastering
- Mike Monterulo – management